# Routelicht
Een route- of geleidingslicht, of luchtvaartlicht, is een lichtbaken op de grond waarmee de piloot van een vliegtuig op basis van visuele signalen de koers kan bepalen. Routelichten werden in het begin van de luchtvaart gebruikt op het moment dat de eerste lijndiensten ontstonden. Het ontbreken van een landelijke dekking van radionavigatie maakte het gebruik van routelichten noodzakelijk. De plaatsing van routelichten in Nederland werd bepaald door de Luchtvaartdienst, de voorloper van de Rijksluchtvaartdienst. De routelichten zelf werden beheerd en onderhouden door plaatselijk aangestelde personen. Zij kregen hiervoor een jaarlijkse vergoeding. Het eerste netwerk van routelichten, op de route Schiphol - Hannover, werd geopend op 1 juni 1931. In 1932 verschenen routes richting België en Engeland. Met de verder introductie van radionavigatie in de jaren voor de Tweede Wereldoorlog verdween de functie van het routelicht.

## Werking
Het routelicht bestond uit een dertig meter hoge ijzeren toren op een betonnen fundament met daarop een elektrisch lichtbaken. Uit dit baken scheen een gekleurd licht. Naar boven was het licht diffuus. Aan beide zijkanten scheen een geconcentreerde lichtbundel om zo de richting van de route aan te wijzen. Het licht werd periodiek aangedaan door middel van een automatische tijdklok die regelmatig handmatig bij moest worden gesteld. Elk routelicht had zo zijn eigen karakteristieke kenmerken zodat de piloot op basis van het ritme en de kleur van het licht zijn locatie en route kon bepalen. Bij Pijnacker stond een afwijkend routelicht omdat deze een splitsing van routes markeerde. Naast de toren stond een transformatorhuisje. Het totale bouwwerk werd beschermd door middel van een hek. De glazen lens van het baken moest eenmaal per maand met alcohol worden gereinigd.

### Roosendaalse Routelicht
Het Roosendaalse routelicht markeerde de vliegroute van Schiphol via Brussel naar Parijs. Het stond aan de Heirweg bij Roosendaal op de grond van een boerderij. De boer onderhield het licht voor tachtig gulden per maand. Het routelicht van Numansdorp lag 23 km verder. Gemiddeld was het witte routelicht voor 50% van het jaar vanaf 45 kilometer zichtbaar. De maximale lichtsterkte was 1800 IK = 1834 cd, dat komt overeen met een lichtsterkte van circa 15 lampen van 100 watt.
Tijdens de Tweede Wereldoorlog werd de toren door het Duitse leger gebruikt als uitkijktoren. Na de oorlog werd het routelicht afgebroken.